# كعكة بالكارسي
كعكة بالكارسي (بالإسبانية: Postre Balcarce)‏ هي كعكة من مدينة بالكارسي في الأرجنتين. ومنذ عام 1958، أصبحت المنتج الرئيسي لشركة أغذية تحمل الاسم نفسه، المعروفة ايضًا باسم بالكارسي، ومقرها في مار دل بلاتا.

## تاريخ
نشأت الكعكة عام 1950 في متجر الحلويات "باريس" بمدينة بالكارسي، والذي كان مملوكًا لغييرمو تالو، مبتكر هذه الحلوى. أُطلق عليها في البداية اسم "إمبريال" لأنها استُلهمت من حلوى أرجنتينية شهيرة تُدعى "إمبريال روسو".
بيعت العلامة التجارية عام 1958 لشركة أخرى، وهي "دونديرو هيرمانوس" في مار دل بلاتا، التي شرعت في الإنتاج الضخم للحلوى تحت اسم "بالكارسي"، تكريمًا لمنشأ الوصفة. ومع مرور الوقت، اشتهرت الشركة بفضل منتجها الأكثر مبيعًا، مما دفعها إلى اعتماد اسم تجاري جديد هو "بوستريس بالكارسي".
لا يزال متجر الحلويات "كوموانتس" في مدينة بالكارسي يحافظ على صناعة الحلوى وفقًا للوصفة الأصلية. تتميز الحلويات المُعدَّة في مار دل بلاتا بختم على شكل أسد البحر، بينما تحمل تلك المصنوعة في بالكارسي حرف "C" إشارة إلى "كوموانتس".

## طريقة التحضير
تصنع الكعكة عادةً من كعكة إسفنجية مع طبقات من دولسي دي ليتشه، والمكسرات المطحونة، والمرنغ، والقشدة المخفوقة، والبرالين، وجوز الهند. تُستخدم القشدة المخفوقة، ومدقوق السكر، وجوز الهند لتغطية الجزء الخارجي من الكعكة، والتي يمكن بعد ذلك تزيينها بالمَرَنْغ والمكسرات المطحونة كإضافة.

## انظر ايضًا
- مرنغ